# Leszek Nowak (brydżysta)
Leszek Nowak (ur. 28 października 1950, zm. 20 marca 2020) – polski brydżysta, sędzia regionalny, trener II klasy, odznaczony złotą odznaką PZBS, zawodnik MTS Piast - CKiS Skawina II. Był członkiem komisji szkoleniowej PZBS.

## Wyniki brydżowe
Był wielokrotnie niegrającym kapitanem (NPC) lub trenerem (coach) polskich zespołów młodzieżowych:
| Rok  | Zawody                                              | Funkcja  | Pozycja |
| ---- | --------------------------------------------------- | -------- | ------- |
| 2014 | 15. Drużynowe Mistrzostwa Świata Młodzieży, Stambuł | NPC JN   | 1       |
| 2013 | 24. Młodzieżowe Mistrzostwa Europy Teamów, Wrocław  | Coach MS | 4       |
| 2012 | 14. Drużynowe Mistrzostwa Świata Młodzieży, Taicang | Coach G  | 1       |
| 2011 | 23. Młodzieżowe Mistrzostwa Europy Teamów, Albena   | Coach J  | 8       |
| 2009 | 22. Młodzieżowe Mistrzostwa Europy Teamów, Braszów  | Coach G  | 1       |
| 2008 | 1. Światowe Zawody Sportów Umysłowych, Pekin        | NPC U28  | 2       |
| 2004 | 19. Młodzieżowe Mistrzostwa Europy Teamów, Praga    | NPC MS   | 1       |
| 2003 | 9. Młodzieżowe Mistrzostwa Świata Teamów, Paryż     | Coach J  | 4       |
| 2002 | 18. Młodzieżowe Mistrzostwa Europy Teamów, Torquay  | NPC MS   | 2       |